# Kanton Aixe-sur-Vienne
Der Kanton Aixe-sur-Vienne ist seit 1790 ein französischer Wahlkreis im Arrondissement Limoges im Département Haute-Vienne in der Region Nouvelle-Aquitaine; sein Hauptort ist Aixe-sur-Vienne. Bei der landesweiten Neuordnung der Kantone 2015 blieb der Kanton Aixe-sur-Vienne unverändert.
Der Kanton Aixe-sur-Vienne liegt im Mittel 270 Meter über Normalnull, zwischen 180 Metern in Saint-Priest-sous-Aixe und 385 Metern in Séreilhac.

## Gemeinden
Der Kanton besteht aus zehn Gemeinden mit insgesamt 21.245 Einwohnern (Stand: 1. Januar 2022) auf einer Gesamtfläche von 191,84 km²:
| Gemeinde               | Einwohner 1. Januar 2022 | Fläche km² | Dichte Einw./km² | Code INSEE | Postleitzahl |
| ---------------------- | ------------------------ | ---------- | ---------------- | ---------- | ------------ |
| Aixe-sur-Vienne        | 5.860                    | 22,85      | 256              | 87001      | 87700        |
| Beynac                 | 727                      | 12,57      | 58               | 87015      | 87700        |
| Bosmie-l’Aiguille      | 2.620                    | 8,01       | 327              | 87021      | 87110        |
| Burgnac                | 858                      | 11,50      | 75               | 87025      | 87800        |
| Jourgnac               | 1.112                    | 14,39      | 77               | 87081      | 87800        |
| Saint-Martin-le-Vieux  | 878                      | 17,49      | 50               | 87166      | 87700        |
| Saint-Priest-sous-Aixe | 1.764                    | 23,15      | 76               | 87177      | 87700        |
| Saint-Yrieix-sous-Aixe | 441                      | 8,73       | 51               | 87188      | 87700        |
| Séreilhac              | 2.045                    | 38,63      | 53               | 87191      | 87620        |
| Verneuil-sur-Vienne    | 4.940                    | 34,52      | 143              | 87201      | 87430        |
| Kanton Aixe-sur-Vienne | 21.245                   | 191,84     | 111              | 8701       | –            |